# Романенко Олександр Олексійович (залізничник)
Олександр Олексійович Романенко (? — ?) — український радянський діяч, залізничник, новатор виробництва, машиніст депо залізничної станції Харків-Сортувальна Південної залізниці Харківської області. Депутат Верховної Ради УРСР 5-го скликання.

## Біографія
У 1950—1960-ті роки — машиніст депо залізничної станції Харків-Сортувальна Південної залізниці Харківської області.

## Нагороди
- ордени
- медалі